# NGC 521
NGC 521 is een balkspiraalstelsel in het sterrenbeeld Walvis. Het hemelobject ligt 206 miljoen lichtjaar (63,3 × 106 parsec) van de Aarde verwijderd en werd op 20 oktober 1785 ontdekt door de Duits-Britse astronoom William Herschel.

## Synoniemen
- GC 304
- IRAS 01219+0128
- 2MASX J01243377+0143532
- H 2.461
- h 115
- MCG +00-04-118
- PGC 5190
- UGC 962
- ZWG 385.106